# 小科倫賽島
小科倫賽島是蘇格蘭的島嶼，位於馬爾島以西的大西洋海域，屬於內赫布里底群島的一部分，面積0.88平方公里，最高點海拔高度61米，島上無人居住。
56°26′51″N 6°15′40″W / 56.44737°N 6.26122°W